# Andouillette à la provençale
Pour les articles homonymes, voir Andouillette (homonymie).
L'andouillette provençale (une spécialité charcutière reconnue par le Code des usages de la charcuterie), andouillette à la provençale (accommodement d'une andouillette elle-même, pas forcément élaborée en Provence) : il y a équivoque, une « andouillette provençale » pouvant être cuisinée à la provençale, mais toujours évocation méridionale : le produit lui-même et les éventuelles recettes pour le cuisiner de façon plus ou moins élaborées étant plus spécialement proposés dans les Bouches-du-Rhône et le Vaucluse.
Le produit vendu en charcuterie et les plats divers revendiquant la Provence sont fort éloignés de la grande recette d'un autre temps détaillée par Joseph Favre (et, semble-t-il, par lui seul), qui nécessite de l'agneau, des queues d'écrevisses, du blanc de poulet, du ris de veau, du jambon, du lard et beaucoup de truffes.

## Une andouillette reconnue par leCode des usages de la charcuterie
La dénomination précise « andouillette provençale » a été officialisée par le Code des usages de la charcuterie, au chapitre « Andouillette supérieure », en tant que « dénomination particulière », à côté de l'andouillette de Troyes, de l'andouillette de Jargeau et de l'andouillette du Périgord. Le diplôme AAAAA (Association amicale des amateurs d'andouillette authentique) a été décerné et renouvelé à une charcuterie d'Aubagne et une charcuterie d'Avignon pour une andouillette de ce type.
Contrairement à l'andouillette de Troyes, banalisée dans toute la France — et qui peut être préparée… à la provençale —, l'andouillette provençale proprement dite est peu connue hors des régions méridionales.

### Une recette charcutière particulière
L'actuelle andouillette dite provençale, répondant aux normes d'un Code pouvant éventuellement évoluer, est composée de chaudins complets, de panses et de gorges de porc, peu ou pas découennées. Sa saveur dépend beaucoup d'un assaisonnement typé, « méridional » (ail, persil, etc.). La composition varie (utilisation éventuelle de menus de porc blanchis, aromates, condiments, additifs autorisés) selon les charcutiers.
En raison de l'élaboration, dressage à la main de matières assez hétérogènes, elle ne peut être vraiment « tirée à la ficelle » d'un seul élan, comme les andouillettes de Troyes des meilleurs artisans. Par ailleurs, il ne semble pas qu'elle fasse l'objet de fabrication industrielle, bien que la production de la charcuterie avignonnaise soit importante et distribuée en partie par des intermédiaires.

## L'andouillette truffée provençale selon Joseph Favre
Dans l'édition 1905 de son Dictionnaire universel de cuisine pratique, regroupement paru après sa mort de textes initialement présentés en fascicules, Joseph Favre détaille une recette originale dont l'inclusion dans une rubrique « Andouille, Andouillette » est trompeuse ; le plat plutôt improbable en ce siècle, et au siècle dernier, n'est aucunement apparenté avec  les andouillettes préparées par les charcutiers et tripiers du siècle dernier et d'aujourd'hui. Il s'agit d'un mets de traiteur ou de cuisinier expérimenté, d'élaboration méticuleuse sinon complexe, finalement présenté en « andouillette de forme carrée» (sic), enveloppée « en crépinette » dans une crépine d'agneau assouplie. Rien à voir avec l'embossage classique d'une andouillette ou d'une andouille, pas d'emploi de chaudins, ni de panse de porc, ni de fraise de veau.
Ne lésinant pas, dans un second temps, sur l'emploi de produits plus couteux (si de qualité, du moins de nos jours), le cuisinier et chroniqueur gastronomique suisse explique d'emblée la préparation préalable d'une simple farce comprenant, par tiers, des petits morceaux d'agneau, des dés de lard salé et de la mie de pain durcie bouillie dans du lait, mélangée avec du jaune d'œuf avant d'être placée dans la crépine. L'opération suivante consiste à préparer un salpicon dans la composition duquel entrent des truffes noires, des petits champignons, des queues d'écrevisses, du blanc de poulet, du ris de veau et du jambon. Le tout est mis à cuire dans une sauce allemande jusqu'à réduction puis lié au jaune d'œuf. La farce déposée sur la crépine est couverte de lamelles de truffe noires, puis d'une couche de salpicon, et encore de lamelles de truffe, jusqu'à former une pseudo-andouillette carrée « d'environ huit centimètres de long sur six de contour ». L'ensemble ainsi roulé dans la membrane graisseuse servant de contenant est pané dans la mie de pain, puis « grillé à l'anglaise» et servi avec une sauce madère, entouré de tranches de citrons.
Cette formule (que Favre numérote 127) est attribuée par l'auteur à un certain M. de Saint-Martin. « Elle nous a été donnée, ajoute-t-il, par M. Bidon, qui nous fait remarquer qu'elle ne doit pas être confondue avec l'andouillette de MM. les charcutiers, et que sa délicatesse est digne des palais les plus gourmets. »

## Consommation courante
L'andouillette provençale a déjà fait l'objet d'une très longue cuisson dans le laboratoire du charcutier lors de sa mise en vente. Elle se consomme assez souvent grillée, éventuellement légèrement citronnée et nappée d'une sauce au vin, elle peut être poêlée et/ou réchauffée au four. Elle s'accompagne bien de riz et de petits légumes, alternative plus « locale » que les « frites ou haricots verts » fréquemment servis d'office.